# Schlösschen (Kreuzpullach)

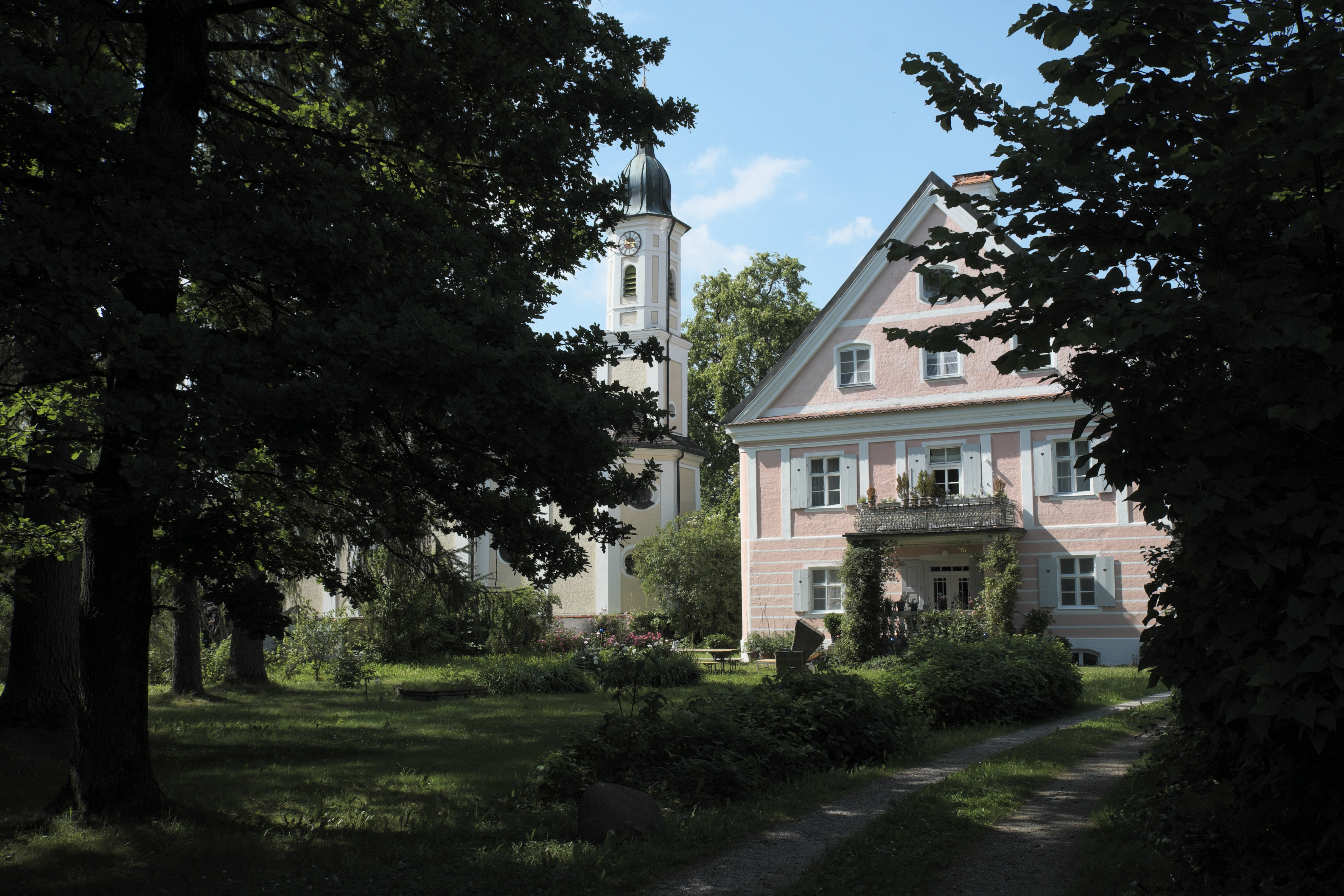
Schlösschen und Wallfahrtskirche in Kreuzpullach

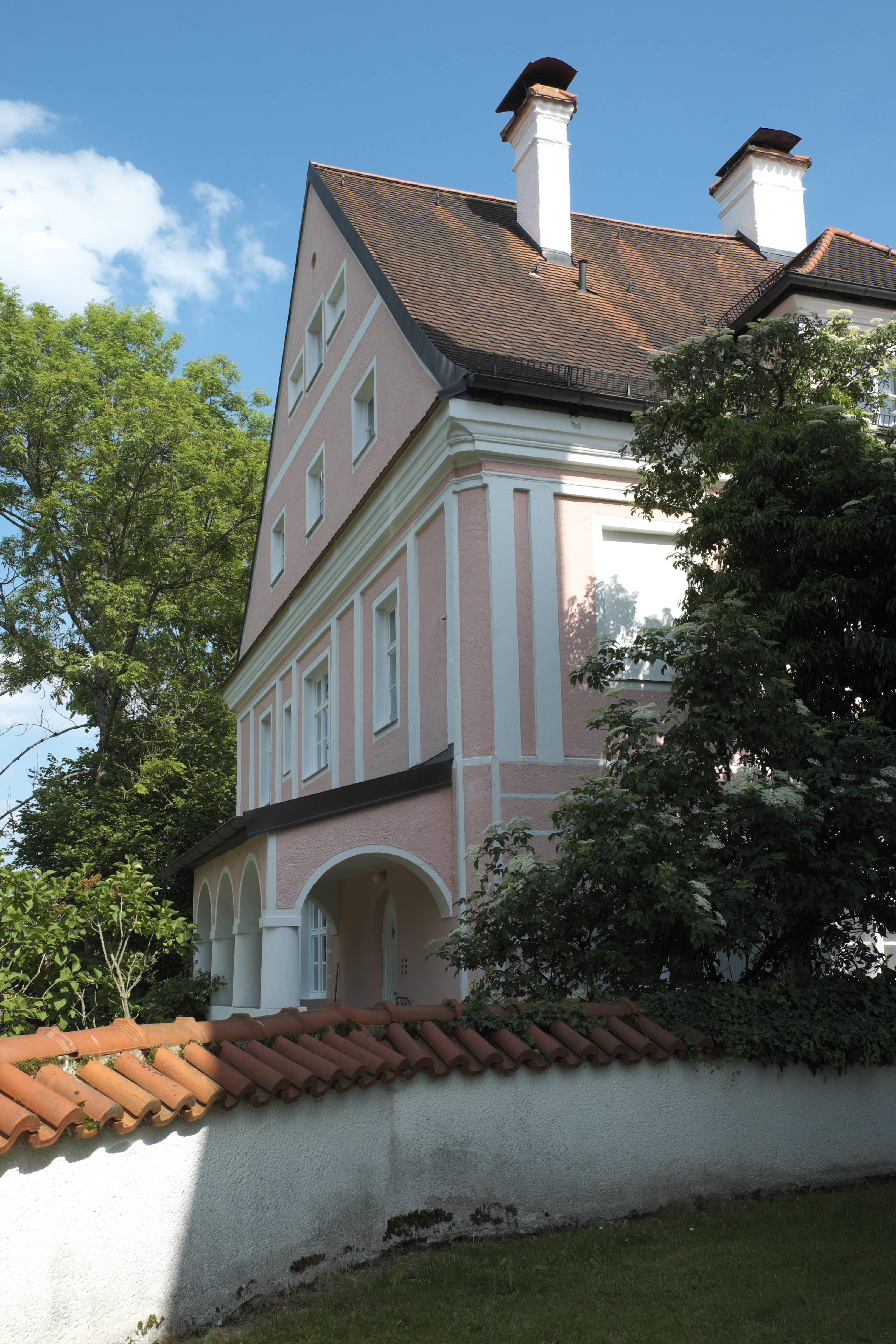
Westseite

Das Schlösschen, auch als sogenanntes Benefiziatenhaus bezeichnet, in Kreuzpullach, einem Ortsteil der oberbayerischen Gemeinde Oberhaching im Landkreis München, wurde 1710/1711 errichtet. Das Wohnhaus mit der Adresse Schlossweg 1 ist ein geschütztes Baudenkmal.
Der zweigeschossige barocke Satteldachbau mit reicher Putzgliederung und abgerundeten Ecken bildet mit der Wallfahrtskirche Heilig Kreuz eine Baugruppe. Das Wohnhaus wurde vermutlich vom Baumeister der Kirche als Schlösschen für den Münchener Kaufmann Joseph Martin Cleer erbaut. Ab 1730 befand sich darin neben der Wohnung für die Familie Cleer auch eine Wohnung für den Benefiziaten.  
Im Jahr 1862 erfolgte ein Teilabbruch des viel größeren Gebäudes. 1916 wurde es umgebaut. Heute dient das renovierte Gebäude als privates Wohnhaus.